# Помпеевка
Помпе́евка — село в Октябрьском районе Еврейской автономной области. Входит в состав Амурзетского сельского поселения.

## География
Село Помпеевка стоит на берегу реки Помпеевка примерно в 1 км до впадения её в Амур, на российско-китайской границе, в связи с чем въезд на территорию разрешён только по пропускам.
Расстояние до села Союзное (вниз по Амуру) — 60 км, до села Екатерино-Никольское — 78 км, до села Амурзет (являющегося районным центром) — 94 км.
Дорога к селу Помпеевке идёт вверх по левому берегу Амура от села Союзное. В 44 км от Помпеевки вверх по левому берегу Амура расположено село Радде Облученского района.

## Население
| 1869 | 1917 | 1923 | 1924 | 2002 | 2010 |
| ---- | ---- | ---- | ---- | ---- | ---- |
| 111  | ↘42  | ↘38  | ↘34  | ↘0   | →0   |

## Инфраструктура
В селе расположена пограничная застава, подведомственная Пограничному управлению ФСБ России по Хабаровскому краю и Еврейской автономной области.